# Padang Panjang (Susoh)
Padang Panjang is een bestuurslaag in het regentschap Aceh Barat Daya van de provincie Atjeh, Indonesië. Padang Panjang telt 767 inwoners (volkstelling 2010).